# Obbe Vermeij
Obbe Vermeij (Rotterdam, 1970) is een Nederlands computerspelontwikkelaar die vooral bekend is vanwege zijn werk als technisch directeur bij Rockstar North, de studio achter de populaire Grand Theft Auto-serie. Hij werkte aan verschillende titels, waaronder Grand Theft Auto III, Grand Theft Auto: Vice City, Grand Theft Auto: San Andreas, Grand Theft Auto IV en Manhunt.

## Carrière
Vermeij's interesse in computerspelontwikkeling begon op jonge leeftijd, toen hij begon met coderen op de Commodore 64 en Amiga. Tijdens zijn studie ontwikkelde hij The Shepherd, een god game die hij in assembler programmeerde op een Amiga 500. Pogingen om het spel via uitgevers uit te brengen, werden niet succesvol. Uiteindelijk werd het spel gratis verspreid op een diskette bij een uitgave van het Amiga Format-tijdschrift.
Na het behalen van zijn diploma in de natuurkunde aan de Technische Universiteit Delft in 1994 en zijn dienstplicht, solliciteerde hij bij verschillende computerspelbedrijven in het Verenigd Koninkrijk nadat hij advertenties in Edge Magazine had gezien. Hij begon zijn carrière in 1995 bij DMA Design in Dundee, Schotland.
Zijn eerste project bij DMA Design was Space Station Silicon Valley voor de Nintendo 64. De ontwikkeling duurde drie jaar, maar het spel werd geen commercieel succes. Tijdens zijn tijd bij DMA Design maakte hij deel uit van een klein team met onder andere Leslie Benzies, Aaron Garbut en Adam Fowler, die later sleutelfiguren werden bij Rockstar North.

### Rockstar North
DMA Design werd overgenomen door uitgever Take-Two Interactive en omgedoopt tot Rockstar North. Vermeij werd technisch directeur voor Grand Theft Auto III, een functie waarin hij verantwoordelijk was voor verschillende aspecten van het spel, waaronder leveldesign en het programmeren van systemen zoals weereffecten.
Vermeij werkte vervolgens aan Grand Theft Auto: Vice City, Grand Theft Auto: San Andreas en Grand Theft Auto IV, waarbij hij een belangrijke rol speelde in de ontwikkeling van de technologie achter de spellen. Hij merkte op dat naarmate de serie vorderde en de teams groter werden, de individuele bijdrage van elke ontwikkelaar kleiner werd.
Naast de Grand Theft Auto-serie was Vermeij ook betrokken bij Manhunt en de vroege ontwikkeling van Agent, een geannuleerd spel met een Koude Oorlog-thema. Na een jaar raakte het project op de achtergrond door de ontwikkeling van Grand Theft Auto V en werd het uiteindelijk stopgezet. Vermeij werkte ook korte tijd aan het zombiespel Z, dat gebruikmaakte van de broncode van Grand Theft Auto: Vice City en zich afspeelde op een Schots eiland. Dit project werd na enkele maanden geannuleerd omdat het als "te deprimerend" werd beschouwd.

### Vertrek bij Rockstar en latere projecten
In 2009 verliet Vermeij Rockstar North om met zijn gezin naar Canada te verhuizen, mede gedreven door de groei van de ontwikkelteams bij Rockstar, zijn voorkeur voor kleinere teams, en zijn onvrede over de sombere toon van Grand Theft Auto IV. Daarnaast wilde zijn vrouw, die Canadese is, terug naar haar thuisland. Hij begon zijn eigen spellen te ontwikkelen, waaronder War, the Game, een strategiespel, en Plantiful, een god game waarin spelers een landschap bouwen en water verzamelen om planten te laten groeien en een stam te voeden.

## Blog en controverse
In november 2023 begon Vermeij een blog waarin hij anekdotes en inzichten deelde over de ontwikkeling van de Grand Theft Auto-spellen waaraan hij had meegewerkt. De blog trok veel aandacht, maar leidde ook tot een e-mail van Rockstar North, waarin werd aangegeven dat sommige voormalige collega's ontevreden waren. Zij vonden dat hij de "Rockstar-mystiek" aantastte door interne details openbaar te maken. Hoewel Rockstar North geen formele eisen stelde, besloot Vermeij uit respect voor zijn oud-collega's de blogposts te verwijderen.

## Persoonlijk
Vermeij is getrouwd en heeft drie kinderen. Hij woont in Ottawa, Canada.